# Steeple Gidding
Steeple Gidding är en by i civil parish Hamerton and Steeple Gidding, i distriktet Huntingdonshire, i grevskapet Cambridgeshire i England. Steeple Gidding var en civil parish fram till 2010 när blev den en del av Hamerton and Steeple Gidding. Civil parish hade 38 invånare år 2001.